# Dream pop
Dream pop (tudi dreampop, včasih prevedeno kot sanjski pop) je podzvrst alternativnega rocka in neopsihedelije, ki se je razvila v 1980-ih letih. Za slog je značilno posvečanje pozornosti ne samo melodiji, ampak tudi vzdušju in teksturi.

## Značilnosti
Vodič The AllMusic Guide to Electronica definira dream pop kot »atmosferično podzvrst alternativnega rocka, ki se zanaša na zvočne teksture prav toliko kot na melodijo«. Pogoste značilnosti so vokali, ki spominjajo na izdihljaje, in uporaba kitarskih efektov, ki pogosto povzročijo učinek »zidu zvoka« (ang. wall of sound).  Dream pop se običajno osredotoča na glasbeno teksturo in vzdušje, namesto na vodilne riffe, ki so sicer značilni za rock. Besedila so pogosto introspektivne ali eksistencialne narave. Po mnenju glasbenega kritika Simona Reynoldsa dream pop »proslavlja vznemirljiva in transcendentna doživetja, pogosto z uporabo podob iz zadetosti z mamili in mističnosti«. Po mnenju Rachel Felder se izvajalci dream pop glasbe pogosto upirajo družbene resničnosti, ki jih nadomestijo dvoumne ali halucinogene izkušnje.

## Zgodovina
Pojem »dream pop«, za katerega se predvideva, da se nanaša na zatopljenost v glasbo, ki jo začuti poslušalec, je skoval v poznih 1980-ih letih Alex Ayuli, da je opisal glasbo svoje skupine A.R. Kane. Kasneje ga je Simon Reynolds uporabljal za opis nastajajoče shoegazing scene v Združenem kraljestvu. V 1990-ih sta bila pojma »dream pop« in »shoegazing« zamenljiva in odvisna od tega, kje so ju uporabljali – dream pop je pomenil glasbo, ki so jo v ZDA poznali kot shoegazing.
Reynolds je opisal dream pop skupine kot »val meglenih neopsihedeličnih skupin« in opozoril na vpliv »eteričnih zvočnih pokrajin« skupin, kot je bila skupina Cocteau Twins. Revija Rolling Stone je opisovala dream pop kot glasbeno zvrst, ki je izvirala iz zgodnjih 80-ih iz pesmi Cocteau Twins in njihovih sodobnikov. Pri PopMatters so opazili evolucijsko pot od gothic rocka do dream popa. V reviji Rolling Stone so bili mnenja, da je bil album Floating into the Night pevke Julee Cruise iz leta 1989, ki sta ga napisala in producirala David Lynch in Angelo Badalamenti, ključen v razvoju dream pop zvoka, ki je v zvrst »pripeljal njen sintetizatorski lesk«. Skladba »Falling« s tega albuma je splošno znana kot nosilni zvok kultne Lyncheve serije Twin Peaks.
V zgodnjih 80-ih letih je na nekatere izvajalce dream pop glasbe, kot npr. Seefeel, odločilno vplivala skupina My Bloody Valentine in jih je privlačila techno glasba, zato so začeli uporabljati glasbene sample in sekvencirane ritme. Ambientalna pop glasba je bila na AllMusicu opisana kot »v bistvu podaljšek dream pop glasbe, ki je nastala pod vplivom gibanja shoegazing« in se razlikuje po tem, da vključuje elektronske teksture.
N. Wiseman-Trowse je mnenja, da je glasba skupine The Velvet Underground, ki je eksperimentirala s ponavljanjem, zvokom in teksturo, z manj ozira na običajno strukturo pesmi, pomembno vplivala na razvoj dream popa. Album All Things Must Pass Georgea Harrisona iz leta 1970, ki je vključeval »zid zvoka« in tekoče aranžmaje, je bil razlog, da ga je glasbeni novinar John Bergstrom proglasil za pomemben vpliv na dream pop.